# Tigrioides unicolor
Tigrioides unicolor är en fjärilsart som beskrevs av Lucas 1890. Tigrioides unicolor ingår i släktet Tigrioides och familjen björnspinnare. Inga underarter finns listade i Catalogue of Life.